# Сезон на жътва
Сезонът на жътвата (на египетски shmw - Шему), известен и като „сезонът на горещините“ е третият и последен сезон от стария египетски календар, следван от Сезон на покълване. През този сезон египетските селяни прибират реколтата – за разлика от съвременниците си в други държави от древността, които по това време засаждат посевите си.
Древните египтяни използват името Шему както в лунния си календар, така и в гражданския. Месеците от лунния календар са приблизително равни на периода от средата на месец Март до изгряването на Сириус, което по времето на древните египтяни се е случвало около 17-19 юли (по юлиянския календар). Според Ричард А. Паркър, за да се запази лунния календар в хармония с изгрева на звездата, в края на сезона на всеки 3 (а понякога на всеки 2) години се добавя един месец (наречен Тот, на името на божеството, което означава, че годината често има два месеца с едно и също име).
Тъй като гражданския календар се е местил с времето и се е загубвал по един ден на всеки четири години, този сезон рядко съвпада с днешния календар. Състои се от четири тридесетдневни месеца: Пахонс, Пайни, Епифи и Мезори, и петдневен период, добавяни в края и така годината има общо 365 дни.